# Saint-Donat-sur-l’Herbasse
Saint-Donat-sur-l’Herbasse település Franciaországban, Drôme megyében. Lakosainak száma 4224 fő (2022. január 1.). Saint-Donat-sur-l’Herbasse Bren, Charmes-sur-l’Herbasse, Clérieux, Margès, Marsaz, Peyrins, Ratières és Saint-Bardoux községekkel határos.

## Népesség
A település népessége az elmúlt években az alábbi módon változott:
| Lakosok száma | 2217 | 2233 | 2658 | 3451 | 3926 | 4018 | 4195 | 4248 | 4294 | 4224 |
|               | 1968 | 1982 | 1990 | 2006 | 2013 | 2015 | 2017 | 2019 | 2020 | 2022 |